# أندي كيو

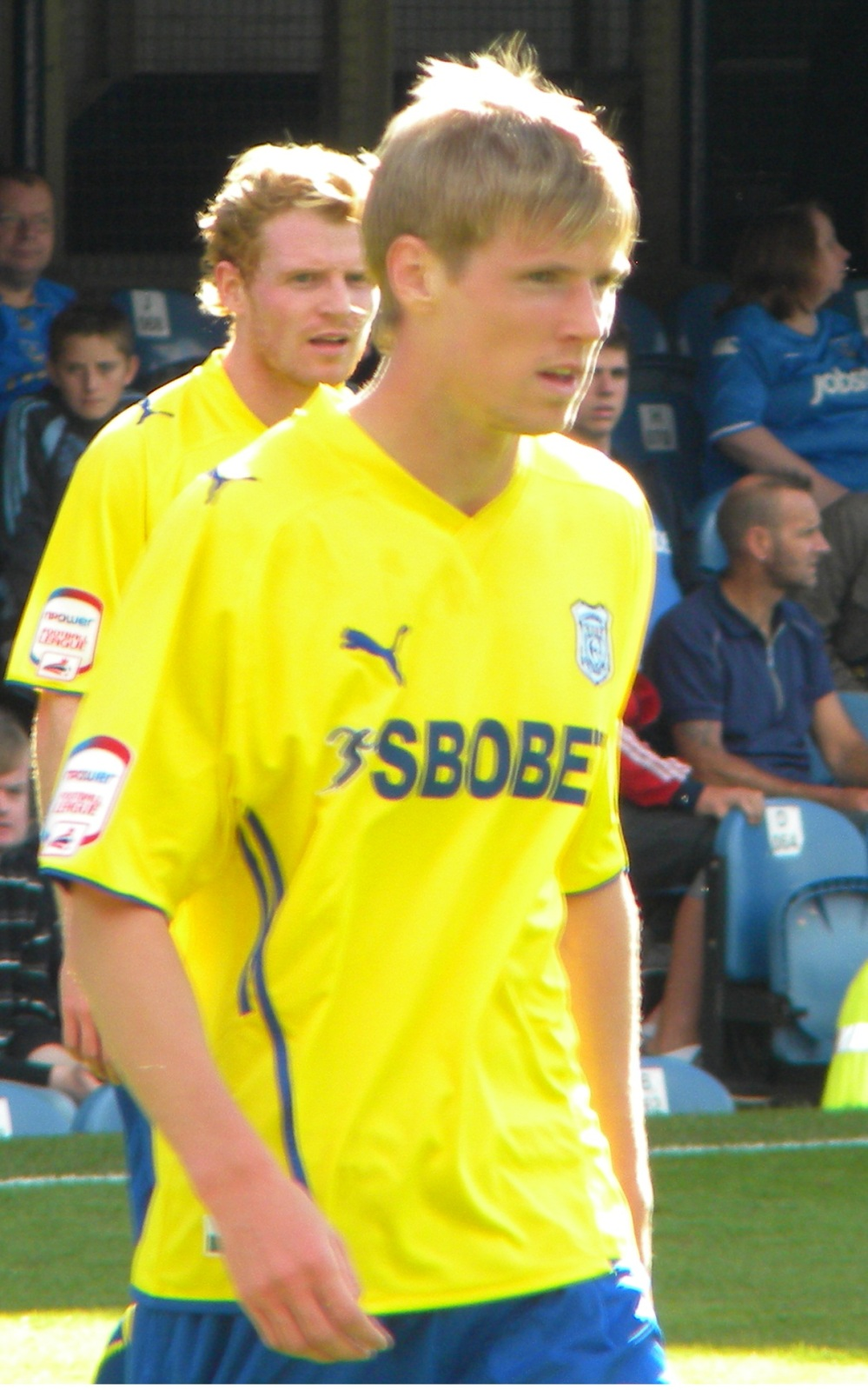

أندي كيو (بالإنجليزية: Andy Keogh) (مواليد 16 مايو 1986 في دبلن - جمهورية أيرلندا) لاعب كرة قدم أيرلندي يلعب في مركز المهاجم كما يجيد اللعب في مركز الجناح .

## روابط خارجية
- أندي كيو على موقع الاتحاد الدولي (مؤرشف)  (الإنجليزية)
- أندي كيو على موقع قاعدة بيانات كرة القدم.إي يو (الإنجليزية)
- أندي كيو على موقع ناشيونال فوتبول تيمز (الإنجليزية)
- أندي كيو على موقع Soccerbase.com (لاعب) (الإنجليزية)
- أندي كيو على موقع Soccerway.com (الإنجليزية)
- أندي كيو على موقع عالم كرة القدم.نت (الإنجليزية)